# Marcin Wasilewski
Marcin Wasilewski (polonês pronúncia: [martɕin vaɕilɛvski], 9 de junho de 1980 em Cracóvia) é um futebolista polonês que joga como defensor e atualmente joga pelo Wisla Kraków.

## Carreira
Wasilewski teve boas passagens por clubes poloneses, durando de 1999 até 2007. No meio de 2007 transferiu-se para o futebol belga, indo jogar no RSC Anderlecht ficando até 2013 conquistando seis títulos nacionais.
Repercutiu em 2009, quando em jogo valido pelo campeonato belga, deu uma forte entrada de carrinho, fraturando a perna em duas partes em lance com Axel Witsel.

### Leicester City
Não tendo seu contrato renovado em 2013, migrou para o futebol inglês indo jogar pelo Leicester City.
Então, Marcin teve sua estreia na Premier League em 1º de novembro de 2014, na derrota em casa para o West Bromwich Albion, na qual aparentava que ele havia cotovelado o atacante adversário, no entanto, a Football Association absolveu o defensor. Em 31 de janeiro de 2015, marcou o gol de consolação na derrota por 3-1 ao Manchester United. Em 4 de junho de 2015, anunciou renovação de seu contrato por mais um ano com os Foxes.
Jogou pela primeira vez na temporada 2015/16 em 19 de dezembro de 2015 na vitória por 3-2 contra o Everton. No total de jogos pela Premier League atuou somente quatro jogos, não recebendo a medalha de campeão daquela temporada, devido o mínimo necessário ser cinco partidas disputadas. No total da temporada atuou somente nove vezes, muito devido a excelente fase da dupla de zaga titular Robert Huth e Wes Morgan.

## Títulos
Anderlecht
- Belgian Pro League (3): 2009–10, 2011–12, 2012–13.
- Copa da Bélgica (1): 2007-08.
- Supercopa da Bélgica (2): 2007, 2010.

Leicester City
- Football League Championship (1): 2013–14.
- Premier League (1): 2015–16.